# Maison à Fontenay-le-Marmion
La maison sise à la lisière ouest du bourg est un édifice situé à Fontenay-le-Marmion, dans le département français du Calvados, en France.

## Localisation
Le monument est situé à Fontenay-le-Marmion. 

## Historique
Dans l'enceinte de cette ferme se trouvait autrefois l'emplacement de la forteresse du sire de Fontenay reconnue par Arcisse de Caumont.
La propriété est datée du XVIe siècle.
La cheminée et la porte en pierre sculptée dans la salle principale du rez-de-chaussée sont inscrites au titre des Monuments historiques depuis le 6 mars 1948.